# The Catastrophist
The Catastrophist è il settimo album in studio del gruppo musicale statunitense Tortoise, pubblicato nel 2016.

## Tracce
Tutte le tracce sono dei Tortoise, tranne dove indicato.
1. The Catastrophist – 3:52
2. Ox Duke – 4:49
3. Rock On (David Essex) – 3:12
4. Gopher Island – 1:13
5. Shake Hands with Danger – 4:10
6. The Clearing Fills – 4:22
7. Gesceap – 7:37
8. Hot Coffee – 3:53
9. Yonder Blue (Georgia Hubley, Tortoise) – 3:18
10. Tesseract – 3:54
11. At Odds with Logic – 3:15